# Mitropa Cup de 1928
A Temporada 1928 da Mitropa Cup foi e segunda edição da Mitropa Cup. Assim como a temporada anterior, foi disputada por times da Áustria, Hungria, Iugoslávia e Tchecoslováquia. O  vencedor foi o Ferencvárosi TC,que venceu o SK Rapid Wien.

## Quartas de final
| Time da casa     | Agg.   | Time visitante     | Ida   | Volta |
| ---------------- | ------ | ------------------ | ----- | ----- |
| SK Admira Wien   | 6 - 4  | SK Slavia Praha    | 3 - 1 | 3 - 3 |
| Beogradski SK    | 1 - 13 | Ferencvárosi TC    | 0 - 7 | 1 - 6 |
| Građanski Zagreb | 4 - 8  | SK Viktoria Žižkov | 3 - 2 | 1 - 6 |
| SK Rapid Wien    | 7 - 7  | MTK Hungária FC    | 6 - 4 | 1 - 3 |

O jogo desempate entre SK Rapid Wien e MTK Hungária FC resultou em vitória por 1x0 para o SK Rapid Wien.

## Semifinais
| Time da casa       | Agg.  | Time visitante  | Ida   | Volta |
| ------------------ | ----- | --------------- | ----- | ----- |
| SK Admira Wien     | 1 - 3 | Ferencvárosi TC | 1 - 2 | 0 - 1 |
| SK Viktoria Žižkov | 6 - 6 | SK Rapid Wien   | 4 - 3 | 2 - 3 |

o jogo desempate entre SK Viktoria Žižkov and SK Rapid Wien resultou em vitória de  3x1 para o SK Rapid Wien.

## Finais
| Time da casa    | Agg.   | Time visitante | Ida   | Volta |
| --------------- | ------ | -------------- | ----- | ----- |
| Ferencvárosi TC | 10 - 6 | SK Rapid Wien  | 7 - 1 | 3 - 5 |